# Siluride
Siluridele (Siluridae) este o  familie de pești de apă dulce răspândiți în Europa și Asia. În Europa trăiesc două specii, dintre care una, somnul (Silurus glanis), este răspândită și în România și Republica Moldova. Peștii din această familie se caracterizează prin corpul alungit, lipsa înotătoarelor adipoase, printr-o înotătoare dorsală mică și prin lipsa solzilor de pe corp. Înotătoarea anală este foarte lungă, ajungând până la înotătoarea caudală. 

## Particularități anatomice
Familia siluridelor cuprinde specii de dimensiuni variabile de la pești mici până la foarte mari. Specia europeană - somnul (Silurus glanis)-  ajunge la 5 m lungime și o greutate de 400 kg.
Corpul este alungit, gros în partea anterioară, comprimat lateral în cea posterioară, și este gol, lipsit de solzi. Capul turtit dorso-ventral. Pe ambele fălci 2—3 perechi de mustăți: una (cea mai lungă) pe falca superioară, la colțul gurii și 1—2 perechi pe fața ventrală a fălcii inferioare. Mustățile nazale de pe nara posterioară absente. Nările anterioare sunt depărtate mult de cele posterioare. 
Înotătoarea dorsală rudimentară, mică și scurtă sau lipsește, de obicei cu mai puțin de 7 radii moi, fără radie țepoasă (= țep) anterioară. Înotătoarea adipoasă lipsește. Înotătoarea anală, foarte lungă (cu 41—110 radii), ajungând până la înotătoarea caudală sau contopindu-se cu aceasta. Înotătoarea caudală rotunjită sau trunchiată, mai rar scobită. Înotătoarele ventralele mici, uneori absente. 
Fălcile, prevomerul și uneori palatinul, sunt prevăzute cu dinți. Maxilarele rudimentare. Ectopterigoidul lipsește. Mezopterigoidele sunt mici, unind metapterigoidele cu prevomerul. Posttemporalele absente. Subopercularul lipsește. A cincea vertebră reunită printr-o punte de cele 4 vertebre anterioare modificate. Vertebrele 2—5 contopite între ele. 
Membranele branhiale libere. Vezica înotătoare liberă, obișnuit mare. Intestinul fără apendice.

## Habitatul și comportamentul
Sunt pești de apă dulce. Somnul (Silurus glanis) poate intra în apele salmastre. Speciile acestei familii sunt în principal bentonice, carnivore și răpitoare.

## Distribuția geografică
Familia este originară din Asia Centrală, și este răspândită în Europa, Orientul Mijlociu și Asia sudică, estică și vestică. În Europa ajung numai două genuri, reprezentate fiecare prin câte o singură specie: Silurus glanis (somnul) în Europa centrală și estică, Silurus aristotelis în rîul Aspropotamos din vestul Greciei. Somnul (Silurus glanis) este răspândit și în România și Republica Moldova.

## Importanța
Multe specii din această  familie sunt foarte mult apreciate ca pești comestibili și în pescuitul sportiv. Din acest motiv au fost de multe ori introduși în afara zonelor de răspândire originală, de multe ori provocând probleme ecologice grave.

## Fosile
Fosile cunoscute din miocenul superior și terțiarul superior

## Sistematica
Familia cuprinde 13 genuri, cu aproximativ 107 de specii 
Genuri:
- Belodontichthys
- Ceratoglanis
- Hemisilurus
- Kryptoglanis
- Kryptopterus
- Micronema
- Ompok
- Phalacronotus
- Pinniwallago
- Pterocryptis
- Silurichthys
- Silurus
- Wallago

Specii:
- Belodontichthys dinema (Bleeker, 1851)
- Belodontichthys truncatus Kottelat & Ng, 1999
- Ceratoglanis pachynema Ng, 1999
- Ceratoglanis scleronema (Bleeker, 1862)
- Hemisilurus heterorhynchus (Bleeker, 1854)
- Hemisilurus mekongensis Bornbusch & Lundberg, 1989
- Hemisilurus moolenburghi Weber & de Beaufort, 1913
- Kryptoglanis shajii Vincent & Thomas, 2011
- Kryptopterus baramensis Ng, 2002
- Kryptopterus bicirrhis (Valenciennes, 1840)
- Kryptopterus cheveyi Durand, 1940
- Kryptopterus cryptopterus (Bleeker, 1851)
- Kryptopterus dissitus Ng, 2001
- Kryptopterus geminus Ng, 2003
- Kryptopterus hesperius Ng, 2002
- Kryptopterus lais (Bleeker, 1851)
- Kryptopterus limpok (Bleeker, 1852)
- Kryptopterus lumholtzi Rendahl, 1922
- Kryptopterus macrocephalus (Bleeker, 1858)
- Kryptopterus minor Roberts, 1989
- Kryptopterus mononema (Bleeker, 1846)
- Kryptopterus palembangensis (Bleeker, 1852)
- Kryptopterus paraschilbeides Ng, 2003
- Kryptopterus piperatus Ng, Wirjoatmodjo & Hadiaty, 2004
- Kryptopterus sabanus (Inger & Chin, 1959)
- Kryptopterus schilbeides (Bleeker, 1858)
- Kryptopterus vitreolus Ng & Kottelat, 2013
- Micronema hexapterus (Bleeker, 1851)
- Micronema moorei (Smith, 1945)
- Micronema platypogon (Ng, 2004)
- Ompok bimaculatus (Bloch, 1794)
- Ompok binotatus Ng, 2002
- Ompok borneensis (Steindachner, 1901)
- Ompok brevirictus Ng & Hadiaty, 2009
- Ompok canio (Hamilton, 1822)
- Ompok ceylonensis (Günther, 1864)
- Ompok eugeneiatus (Vaillant, 1893)
- Ompok fumidus Tan & Ng, 1996
- Ompok goae (Haig, 1952)
- Ompok hypophthalmus (Bleeker, 1846)
- Ompok javanensis (Hardenberg, 1938)
- Ompok jaynei Fowler, 1905
- Ompok karunkodu Ng, 2013
- Ompok leiacanthus (Bleeker, 1853)
- Ompok malabaricus (Valenciennes, 1840)
- Ompok miostoma (Vaillant, 1902)
- Ompok pabda (Hamilton, 1822)
- Ompok pabo (Hamilton, 1822)
- Ompok pinnatus Ng, 2003
- Ompok platyrhynchus Ng & Tan, 2004
- Ompok pluriradiatus Ng, 2002
- Ompok rhadinurus Ng, 2003
- Ompok siluroides Lacepède, 1803
- Ompok sindensis (Day, 1877)
- Ompok supernus Ng, 2008
- Ompok urbaini (Fang & Chaux, 1949)
- Ompok weberi (Hardenberg, 1936)
- Phalacronotus apogon (Bleeker, 1851)
- Phalacronotus bleekeri (Günther, 1864)
- Phalacronotus micronemus (Bleeker, 1846)
- Phalacronotus parvanalis (Inger & Chin, 1959)
- Pinniwallago kanpurensis Gupta, Jayaram & Hajela, 1981
- Pterocryptis anomala (Herre, 1934)
- Pterocryptis barakensis Vishwanath & Nebeshwar Sharma, 2006
- Pterocryptis berdmorei (Blyth, 1860)
- Pterocryptis bokorensis (Pellegrin & Chevey, 1937)
- Pterocryptis buccata Ng & Kottelat, 1998
- Pterocryptis burmanensis (Thant, 1966)
- Pterocryptis cochinchinensis (Valenciennes, 1840)
- Pterocryptis crenula Ng & Freyhof, 2001
- Pterocryptis cucphuongensis (Mai, 1978)
- Pterocryptis furnessi (Fowler, 1905)
- Pterocryptis gangelica Peters, 1861
- Pterocryptis indicus (Datta, Barman & Jayaram, 1987)
- Pterocryptis inusitata Ng, 1999
- Pterocryptis taytayensis (Herre, 1924)
- Pterocryptis torrentis (Kobayakawa, 1989)
- Pterocryptis verecunda Ng & Freyhof, 2001
- Pterocryptis wynaadensis (Day, 1873)
- Silurichthys citatus Ng & Kottelat, 1997
- Silurichthys gibbiceps Ng & Ng, 1998
- Silurichthys hasseltii Bleeker, 1858
- Silurichthys indragiriensis Volz, 1904
- Silurichthys ligneolus Ng & Tan, 2011
- Silurichthys marmoratus Ng & Ng, 1998
- Silurichthys phaiosoma (Bleeker, 1851)
- Silurichthys sanguineus Roberts, 1989
- Silurichthys schneideri Volz, 1904
- Silurus aristotelis Garman, 1890
- Silurus asotus Linnaeus, 1758
- Silurus biwaensis (Tomoda, 1961)
- Silurus chantrei Sauvage, 1882
- Silurus duanensis Hu, Lan & Zhang, 2004
- Silurus glanis Linnaeus, 1758
- Silurus grahami Regan, 1907
- Silurus lanzhouensis Chen, 1977
- Silurus lithophilus (Tomoda, 1961)
- Silurus mento Regan, 1904
- Silurus meridionalis Chen, 1977
- Silurus microdorsalis (Mori, 1936)
- Silurus soldatovi Nikolskii & Soin, 1948
- Silurus triostegus Heckel, 1843
- Wallago attu (Bloch & Schneider, 1801)
- Wallago hexanema (Kner, 1866)
- Wallago leerii Bleeker, 1851
- Wallago maculatus Inger & Chin, 1959
- Wallago micropogon Ng, 2004